# Episodi di House of Lies (quarta stagione)
La quarta stagione della serie televisiva House of Lies è stata trasmessa sulla rete via cavo statunitense Showtime dall'11 gennaio al 29 marzo 2015.
In Italia, la stagione è andata in onda in prima visione assoluta sul canale satellitare Sky Atlantic dal 3 aprile all'8 maggio 2017.
| nº | Titolo originale                                                                                | Titolo italiano            | Prima TV USA     | Prima TV Italia |
| -- | ----------------------------------------------------------------------------------------------- | -------------------------- | ---------------- | --------------- |
| 1  | At the End of the Day, Reality Wins                                                             | Cruda realtà               | 11 gennaio 2015  | 3 aprile 2017   |
| 2  | I'm a Motherfucking Scorpion, That's Why                                                        | Rivelazioni inaspettate    | 18 gennaio 2015  | 3 aprile 2017   |
| 3  | Entropy is Contagious                                                                           | L'entropia è contagiosa    | 25 gennaio 2015  | 10 aprile 2017  |
| 4  | We Can Always Just Overwhelm the Vagus Nerve with Another Sensation                             | Unione a tutti i costi     | 1º febbraio 2015 | 10 aprile 2017  |
| 5  | The Urge to Save Humanity is Almost Always a Front for the Urge to Rule                         | Raccolta fondi             | 8 febbraio 2015  | 17 aprile 2017  |
| 6  | Trust Me, I'm Getting Plenty of Erections                                                       | Quota 200                  | 15 febbraio 2015 | 17 aprile 2017  |
| 7  | The Next Olive Branch Goes Straight Up Your Ass                                                 | Vendetta programmata       | 1º marzo 2015    | 24 aprile 2017  |
| 8  | He Didn't Mean That, Natalie Portman                                                            | Il papà di Clyde           | 8 marzo 2015     | 24 aprile 2017  |
| 9  | We're Going to Build a Mothership and Rule the Universe                                         | Ron Zobel                  | 15 marzo 2015    | 1º maggio 2017  |
| 10 | Praise Money! Hallowed be Thy Name                                                              | Lode al denaro             | 22 marzo 2015    | 1º maggio 2017  |
| 11 | Everything's So F**king Obvious, I'm Starting to Wonder Why We're Even Having This Conversation | Zero                       | 29 marzo 2015    | 8 maggio 2017   |
| 12 | You're Safely Sucking at the Triple-Venti Tits of the New Kaan & Associates                     | La nuova Kaan & Associates | 29 marzo 2015    | 8 maggio 2017   |